# مارینو مورتینی
مارینو مورتینی (ایتالیایی: Marino Morettini; ۲ ژانویهٔ ۱۹۳۱ – ۱۰ دسامبر ۱۹۹۰) دوچرخه‌سوار اهل ایتالیا بود.
وی در مسابقات کشوری و بین‌المللی در مجموع برندهٔ ۱ مدال طلا، ۱ مدال نقره شده‌است.